# Украјинска кухиња
Украјинска кухиња је скуп различитих кулинарских традиција украјинског народа акумулираних током много година. Кухиња је под великим утицајем богате тамне земље (чорнозем) из које потичу њени састојци и често укључује многе компоненте.
Национално јело Украјине је боршч. Међутим, вареники и холубци се такође сматрају националном храном украјинског народа и уобичајени су оброк у традиционалним украјинским ресторанима.

## Галерија
- Популарна украјинска јела
- Украјински боршч са сметаном
- Холодец
- Традиционална украјинска паска
- Вареники пуњени месом, сервирани са прженим луком и павлаком